# Have Nots
Have Nots is een Amerikaanse punkband afkomstig uit Boston, Massachusetts die bestaat uit gitarist en zanger Jon Cauztik, gitarist en zanger Matt Pruitt, basgitarist Jameson Hollis en drummer Steve Patton. De band heeft twee studioalbums uit laten geven via het punklabel Paper + Plastick Records en heeft getoerd met enkele toonaangevende punk- en skabands, waaronder The Mighty Mighty Bosstones en Anti-Flag.

## Geschiedenis
Have Nots werd opgericht in 2006 door voormalige leden van de lokale bands Chicago Typewriter en Stray Bullets. Voordat Have Nots albums had uitgebracht, maakte de band naam door te toeren met bekende skabands als The Mighty Mighty Bosstones en Big D and the Kids Table.
De eerste opname van de band is een onder eigen beheer uitgegeven demoalbum, dat dient als voorganger van het debuutalbum Serf City USA (2009). De demo kwam terecht in de handen van Vinnie Fiorello (van Less Than Jake), eigenaar van het platenlabel Paper + Plastick Records, nadat Steve Foote van Big D and the Kids Table hem het album had gegeven. Paper + Plastick Records gaf vervolgens het album opnieuw uit in 2009 als cd en lp. De band bood zelf muziekdownloads van het album aan.
Nadat het album was uitgegeven werd de band gekozen om te spelen op Rock & Roll Rumble, een competitie voor lokale bands uit het grootstedelijk gebied van Boston. De band bereikte de semifinale.
In januari 2011 werd het tweede studioalbum via Paper + Plastick Records uitgegeven, getiteld Proud (geproduceerd door Matt Drastic van Teen Idols en Stephen Egerton van Descendents). Het album kwam net als het voorgaande album beschikbaar op cd en lp. De uitgave werd in de jaren daarna gevolgd door tours met onder andere Dropkick Murphys, Anti-Flag, Street Dogs en Swingin' Utters. In de herfst van 2010 deden Have Nots Europa aan met een eigen tour.
Matt Pruitt werd in 2013 de gitarist van de band Street Dogs, waar hij nog steeds in speelt. Sindsdien heeft Have Nots weinig activiteit getoond, hoewel de band nooit officieel is opgeheven.

## Leden
- Jon Cauztik - zang, gitaar
- Matt Pruitt - zang, gitaar
- Jameson Hollis - basgitaar
- Steve Patton - drums

## Discografie
Studioalbums
- Serf City USA (2009, Paper + Plastick)
- Proud (2011, Paper + Plastick)

Videoclips
- "One in Four" (2009)
- "Poisoned Antidote" (2010)
- "Used to Be" (2010)
- "Louisville Slugger" (2011)
- "Proud" (2011)